# Toshiki Kaifu
Toshiki Kaifu (海部 俊樹, Kaifu Toshiki), né le 2 janvier 1931 à Nagoya dans la préfecture d'Aichi et mort à Tokyo le 9 janvier 2022, est un homme d'État japonais.

## Biographie

### Jeunesse et études
Toshiki Kaifu est le fils d'un photographe de Nagoya. S'il veut originellement être pilote dans les Forces japonaises d'autodéfense, il décide d'étudier le droit. Il suit deux premières années de licence de droit à l'université Chūō, et réussit à être transféré à l'université Waseda l'année suivante. Il y est actif au sein du club d'éloquence. Il sort diplômé de la faculté de droit en 1954.

### Parcours politique
Juriste et brillant orateur, il fut élu député  pour la première fois à vingt-neuf ans en novembre 1960. Membre du Parti libéral démocrate, il fut, élu et réélu treize fois au parlement. Dans les années 1970, il fut un proche conseiller de Takeo Miki, alors Premier ministre et fut surnommé « Monsieur Propre » lors de l'affaire Lockheed.
De 1976 à 1985, il fut ministre de l'Éducation. Lors de cette période il recevra lui-même des fonds de la société Cosmos Recruit, mais il prendra soin de les déclarer aux services fiscaux, ce qui lui donnera une réputation de « propreté », à l'abri des scandales financiers qui ont éclaboussé toute la classe politique.
Après la démission de Noboru Takeshita et de Sōsuke Uno en juillet 1989, à la suite de scandales de mœurs et de leurs responsabilités dans la déroute du PLD aux élections sénatoriales du 23 juillet 1989, il fut élu, le 8 août, président du PLD et le 9 août, 76e Premier ministre du Japon, avec la lourde tâche de restaurer la confiance politique et de redonner vie à son parti politique.
Son gouvernement permit de renouveler la classe politique puisque treize des vingt ministres faisaient leur première entrée dans un gouvernement, avec parmi eux deux femmes Mayumi Moriyama, à l'Environnement, et Sumiko Takahara, à la Planification économique. Malheureusement dès le 25 août, un de ses ministres, Tokuo Yamashita devait démissionner, rattrapé lui aussi par un scandale sexuel, et Mayumi Moriyama le remplaça au poste de secrétaire général du gouvernement.
Kaifu autorise l'envoi de troupes des forces d'autodéfense dans le Golfe Persique lors de la Guerre du Golfe.
Il démissionna en novembre 1991 et laissa la place à Kiichi Miyazawa.
Il quitta le PLD en 1994 pour former un nouveau parti politique, le Shinshinto (littéralement « nouvelle frontière »). Il retourne au PLD en 2003 et se retire de la vie politique après la perte de son siège parlementaire lors des élections de 2009.

### Mort
Il meurt le 9 janvier 2022 à l’âge de 91 ans d'une pneumonie,.